# Liste der Nummer-eins-Hits in Österreich (2016)
Dies ist eine Liste der Nummer-eins-Hits in Österreich im Jahr 2016. Sie basiert auf den Top 75 der österreichischen Charts bei den Singles und bei den Alben. Das in der Liste angegebene Charteintrittsdatum ist der Freitag zwei Wochen nach Beginn der Verkaufswoche.

## Singles
| ← 2015 ← | Liste der Nummer-eins-Hits in Österreich | Liste der Nummer-eins-Hits in Österreich  | Liste der Nummer-eins-Hits in Österreich                                                                                           | 2017 → |
| \| Zeitraum \| Wo. ges. \| Interpret \| Titel Autor(en) \| Zusätzliche Informationen \| \| (Zeitraum, Wochen auf Platz eins, Interpret, Titel, Autor[en], zusätzliche Informationen) \| \| \| \| \| \| ----------------------------------------------------------------------------------------- \| -------- \| ----------------------------------------- \| ---------------------------------------------------------------------------------------------------------------------------------- \| ------------------------------------------------------------------------------------------------------------------------------------------------------- \| \| 11. Dezember 2015 – 14. Januar 2016 5 Wochen (insgesamt 6) \| 6 \| Seiler und Speer \| Ham kummst Christopher Seiler, Bernhard Speer \| – \| \| 15. Januar 2016 – 4. Februar 2016 3 Wochen \| 3 \| Lukas Graham \| 7 Years Lukas Forchhammer, Morten Ristorp, Stefan Forrest, Morten Pilegaard \| – \| \| 5. Februar 2016 – 28. April 2016 12 Wochen \| 12 \| Alan Walker \| Faded Alan Walker, Jesper Borgen, Anders Frøen, Gunnar Greve Pettersen \| Mit zwölf Wochen an der Spitze ist Faded der erfolgreichste Nummer-eins-Hit seit 2009 sowie der bislang erfolgreichste Nummer-eins-Hit aus Norwegen.[1] \| \| 29. April 2016 – 26. Mai 2016 4 Wochen \| 4 \| Sia feat. Sean Paul \| Cheap Thrills Sia Furler, Greg Kurstin, Sean Paul Henriques \| – \| \| 27. Mai 2016 – 14. Juli 2016 7 Wochen \| 7 \| Disturbed \| The Sound of Silence Paul Simon \| – \| \| 15. Juli 2016 – 1. September 2016 7 Wochen (insgesamt 8) \| 8 \| Imany \| Don’t Be So Shy (Filatov & Karas Remix) Nadia Mladjao, Stéfane Goldman \| – \| \| 2. September 2016 – 8. September 2016 1 Woche \| 1 \| Major Lazer feat. Justin Bieber & Mø \| Cold Water Ed Sheeran, Benjamin Levin, Karen Marie Ørsted, Thomas Pentz, Justin Bieber, Jamie Scott, Philip Meckseper, Henry Allen \| – \| \| 9. September 2016 – 15. September 2016 1 Woche (insgesamt 8) \| 8 \| Imany \| Don’t Be So Shy (Filatov & Karas Remix) Nadia Mladjao, Stéfane Goldman \| – \| \| 16. September 2016 – 22. September 2016 1 Woche \| 1 \| Sportfreunde Stiller \| Das Geschenk Peter Brugger, Florian Weber, Rüdiger Linhof \| – \| \| 23. September 2016 – 6. Oktober 2016 2 Wochen \| 2 \| Pizzera & Jaus \| Jedermann Paul Pizzera, Otto Jaus \| – \| \| 7. Oktober 2016 – 8. Dezember 2016 9 Wochen \| 9 \| Rag ’n’ Bone Man \| Human Rory Graham, Jamie Hartman \| – \| \| 9. Dezember 2016 – 29. Dezember 2016 3 Wochen \| 3 \| Clean Bandit feat. Sean Paul & Anne-Marie \| Rockabye Jack Patterson, Steve Mac, Ammar Malik, Ina Wroldsen, Sean Paul Henriques \| – \| |                                          |                                           | | |
| ← 2015 |                                          |                                           | | → 2017 → |
| Zeitraum | Wo. ges.                                 | Interpret                                 | Titel Autor(en) | Zusätzliche Informationen |
| (Zeitraum, Wochen auf Platz eins, Interpret, Titel, Autor[en], zusätzliche Informationen) |                                          |                                           | | |
| 11. Dezember 2015 – 14. Januar 2016 5 Wochen (insgesamt 6) | 6                                        | Seiler und Speer                          | Ham kummst Christopher Seiler, Bernhard Speer                                                                                      | – |
| 15. Januar 2016 – 4. Februar 2016 3 Wochen | 3                                        | Lukas Graham                              | 7 Years Lukas Forchhammer, Morten Ristorp, Stefan Forrest, Morten Pilegaard                                                        | – |
| 5. Februar 2016 – 28. April 2016 12 Wochen | 12                                       | Alan Walker                               | Faded Alan Walker, Jesper Borgen, Anders Frøen, Gunnar Greve Pettersen                                                             | Mit zwölf Wochen an der Spitze ist Faded der erfolgreichste Nummer-eins-Hit seit 2009 sowie der bislang erfolgreichste Nummer-eins-Hit aus Norwegen. |
| 29. April 2016 – 26. Mai 2016 4 Wochen | 4                                        | Sia feat. Sean Paul                       | Cheap Thrills Sia Furler, Greg Kurstin, Sean Paul Henriques                                                                        | – |
| 27. Mai 2016 – 14. Juli 2016 7 Wochen | 7                                        | Disturbed                                 | The Sound of Silence Paul Simon | – |
| 15. Juli 2016 – 1. September 2016 7 Wochen (insgesamt 8) | 8                                        | Imany                                     | Don’t Be So Shy (Filatov & Karas Remix) Nadia Mladjao, Stéfane Goldman                                                             | – |
| 2. September 2016 – 8. September 2016 1 Woche | 1                                        | Major Lazer feat. Justin Bieber & Mø      | Cold Water Ed Sheeran, Benjamin Levin, Karen Marie Ørsted, Thomas Pentz, Justin Bieber, Jamie Scott, Philip Meckseper, Henry Allen | – |
| 9. September 2016 – 15. September 2016 1 Woche (insgesamt 8) | 8                                        | Imany                                     | Don’t Be So Shy (Filatov & Karas Remix) Nadia Mladjao, Stéfane Goldman                                                             | – |
| 16. September 2016 – 22. September 2016 1 Woche | 1                                        | Sportfreunde Stiller                      | Das Geschenk Peter Brugger, Florian Weber, Rüdiger Linhof                                                                          | – |
| 23. September 2016 – 6. Oktober 2016 2 Wochen | 2                                        | Pizzera & Jaus                            | Jedermann Paul Pizzera, Otto Jaus                                                                                                  | – |
| 7. Oktober 2016 – 8. Dezember 2016 9 Wochen | 9                                        | Rag ’n’ Bone Man                          | Human Rory Graham, Jamie Hartman                                                                                                   | – |
| 9. Dezember 2016 – 29. Dezember 2016 3 Wochen | 3                                        | Clean Bandit feat. Sean Paul & Anne-Marie | Rockabye Jack Patterson, Steve Mac, Ammar Malik, Ina Wroldsen, Sean Paul Henriques                                                 | – |

## Alben
| ← 2015 ← | Liste der Nummer-eins-Alben in Österreich | Liste der Nummer-eins-Alben in Österreich         | Liste der Nummer-eins-Alben in Österreich | 2017 →                    |
| \| Zeitraum \| Wo. ges. \| Interpret \| Titel \| Zusätzliche Informationen \| \| (Zeitraum, Wochen auf Platz eins, Interpret, Titel, zusätzliche Informationen) \| \| \| \| \| \| ------------------------------------------------------------------------------ \| -------- \| ------------------------------------------------- \| ---------------------------- \| ------------------------- \| \| 11. Dezember 2015 – 14. Januar 2016 5 Wochen (insgesamt 7) \| 7 \| Helene Fischer & the Royal Philharmonic Orchestra \| Weihnachten \| – \| \| 15. Januar 2016 – 21. Januar 2016 1 Woche (insgesamt 6) \| 6 \| Seiler und Speer \| Ham kummst \| – \| \| 22. Januar 2016 – 28. Januar 2016 1 Woche \| 1 \| Wiener Philharmoniker / Mariss Jansons \| Neujahrskonzert 2016 \| – \| \| 29. Januar 2016 – 4. Februar 2016 1 Woche \| 1 \| David Bowie \| Blackstar \| – \| \| 5. Februar 2016 – 3. März 2016 4 Wochen (insgesamt 6) \| 6 \| Seiler und Speer \| Ham kummst \| – \| \| 4. März 2016 – 17. März 2016 2 Wochen \| 2 \| Fantasy \| Freudensprünge \| – \| \| 18. März 2016 – 24. März 2016 1 Woche (insgesamt 6) \| 6 \| Seiler und Speer \| Ham kummst \| – \| \| 25. März 2016 – 31. März 2016 1 Woche \| 1 \| (Soundtrack) \| Violetta: En Gira \| – \| \| 1. April 2016 – 7. April 2016 1 Woche \| 1 \| AnnenMayKantereit \| Alles nix Konkretes \| – \| \| 8. April 2016 – 14. April 2016 1 Woche \| 1 \| Amon Amarth \| Jomsviking \| – \| \| 15. April 2016 – 21. April 2016 1 Woche \| 1 \| Xavier Naidoo \| Nicht von dieser Welt 2 \| – \| \| 22. April 2016 – 28. April 2016 1 Woche (insgesamt 2) \| 2 \| Andrea Berg \| Seelenbeben \| – \| \| 29. April 2016 – 5. Mai 2016 1 Woche \| 1 \| Nockalm Quintett \| Wonach sieht’s denn aus? \| – \| \| 6. Mai 2016 – 12. Mai 2016 1 Woche \| 1 \| Christina Stürmer \| Seite an Seite \| – \| \| 13. Mai 2016 – 19. Mai 2016 1 Woche \| 1 \| Die Seer \| 20 Jahre – Nur das Beste! \| – \| \| 20. Mai 2016 – 26. Mai 2016 1 Woche (insgesamt 2) \| 2 \| Andrea Berg \| Seelenbeben \| – \| \| 27. Mai 2016 – 2. Juni 2016 1 Woche \| 1 \| Nazar \| Irreversibel \| – \| \| 3. Juni 2016 – 9. Juni 2016 1 Woche \| 1 \| Bob Dylan \| Fallen Angels \| – \| \| 10. Juni 2016 – 16. Juni 2016 1 Woche \| 1 \| Farid Bang \| Blut \| – \| \| 17. Juni 2016 – 30. Juni 2016 2 Wochen (insgesamt 3) \| 3 \| Volbeat \| Seal the Deal & Let’s Boogie \| – \| \| 1. Juli 2016 – 7. Juli 2016 1 Woche \| 1 \| Red Hot Chili Peppers \| The Getaway \| – \| \| 8. Juli 2016 – 14. Juli 2016 1 Woche (insgesamt 3) \| 3 \| Volbeat \| Seal the Deal & Let’s Boogie \| – \| \| 15. Juli 2016 – 21. Juli 2016 1 Woche \| 1 \| Calimeros \| Schiff ahoi \| – \| \| 22. Juli 2016 – 4. August 2016 2 Wochen \| 2 \| Nik P. \| Da oben #16 \| – \| \| 5. August 2016 – 11. August 2016 1 Woche (insgesamt 2) \| 2 \| Die Amigos \| Wie ein Feuerwerk \| – \| \| 12. August 2016 – 18. August 2016 1 Woche \| 1 \| Billy Talent \| Afraid of Heights \| – \| \| 19. August 2016 – 25. August 2016 1 Woche (insgesamt 2) \| 2 \| Die Amigos \| Wie ein Feuerwerk \| – \| \| 26. August 2016 – 1. September 2016 1 Woche \| 1 \| Coup \| Der Holland Job \| – \| \| 2. September 2016 – 8. September 2016 1 Woche \| 1 \| Die Lochis \| #Zwilling \| – \| \| 9. September 2016 – 15. September 2016 1 Woche \| 1 \| Beginner \| Advanced Chemistry \| – \| \| 16. September 2016 – 22. September 2016 1 Woche \| 1 \| Fler \| Vibe \| – \| \| 23. September 2016 – 29. September 2016 1 Woche \| 1 \| Dame \| Straßenmusikant \| – \| \| 30. September 2016 – 6. Oktober 2016 1 Woche \| 1 \| Kastelruther Spatzen \| Die Sonne scheint für alle \| – \| \| 7. Oktober 2016 – 13. Oktober 2016 1 Woche \| 1 \| Shawn Mendes \| Illuminate \| – \| \| 14. Oktober 2016 – 20. Oktober 2016 1 Woche \| 1 \| Voodoo Jürgens \| Ansa Woar \| – \| \| 21. Oktober 2016 – 27. Oktober 2016 1 Woche \| 1 \| Rainhard Fendrich \| Schwarzoderweiß \| – \| \| 28. Oktober 2016 – 3. November 2016 1 Woche \| 1 \| Kings of Leon \| Walls \| – \| \| 4. November 2016 – 10. November 2016 1 Woche \| 1 \| Leonard Cohen \| You Want It Darker \| – \| \| 11. November 2016 – 17. November 2016 1 Woche \| 1 \| Böhse Onkelz \| Memento \| – \| \| 18. November 2016 – 24. November 2016 1 Woche \| 1 \| Bon Jovi \| This House Is Not for Sale \| – \| \| 25. November 2016 – 1. Dezember 2016 1 Woche \| 1 \| Shindy \| Dreams \| – \| \| 2. Dezember 2016 – 8. Dezember 2016 1 Woche \| 1 \| Metallica \| Hardwired…to Self-Destruct \| – \| \| 9. Dezember 2016 – 15. Dezember 2016 1 Woche (insgesamt 2) \| 2 \| Andreas Gabalier \| MTV Unplugged \| – \| \| 16. Dezember 2016 – 22. Dezember 2016 1 Woche \| 1 \| The Rolling Stones \| Blue & Lonesome \| – \| \| 23. Dezember 2016 – 29. Dezember 2016 1 Woche \| 1 \| Kollegah \| Imperator \| – \| |                                           |                                                   |                                           |                           |
| ← 2015 |                                           |                                                   |                                           | → 2017 →                  |
| Zeitraum | Wo. ges.                                  | Interpret                                         | Titel                                     | Zusätzliche Informationen |
| (Zeitraum, Wochen auf Platz eins, Interpret, Titel, zusätzliche Informationen) |                                           |                                                   |                                           |                           |
| 11. Dezember 2015 – 14. Januar 2016 5 Wochen (insgesamt 7) | 7                                         | Helene Fischer & the Royal Philharmonic Orchestra | Weihnachten                               | –                         |
| 15. Januar 2016 – 21. Januar 2016 1 Woche (insgesamt 6) | 6                                         | Seiler und Speer                                  | Ham kummst                                | –                         |
| 22. Januar 2016 – 28. Januar 2016 1 Woche | 1                                         | Wiener Philharmoniker / Mariss Jansons            | Neujahrskonzert 2016                      | –                         |
| 29. Januar 2016 – 4. Februar 2016 1 Woche | 1                                         | David Bowie                                       | Blackstar                                 | –                         |
| 5. Februar 2016 – 3. März 2016 4 Wochen (insgesamt 6) | 6                                         | Seiler und Speer                                  | Ham kummst                                | –                         |
| 4. März 2016 – 17. März 2016 2 Wochen | 2                                         | Fantasy                                           | Freudensprünge                            | –                         |
| 18. März 2016 – 24. März 2016 1 Woche (insgesamt 6) | 6                                         | Seiler und Speer                                  | Ham kummst                                | –                         |
| 25. März 2016 – 31. März 2016 1 Woche | 1                                         | (Soundtrack)                                      | Violetta: En Gira                         | –                         |
| 1. April 2016 – 7. April 2016 1 Woche | 1                                         | AnnenMayKantereit                                 | Alles nix Konkretes                       | –                         |
| 8. April 2016 – 14. April 2016 1 Woche | 1                                         | Amon Amarth                                       | Jomsviking                                | –                         |
| 15. April 2016 – 21. April 2016 1 Woche | 1                                         | Xavier Naidoo                                     | Nicht von dieser Welt 2                   | –                         |
| 22. April 2016 – 28. April 2016 1 Woche (insgesamt 2) | 2                                         | Andrea Berg                                       | Seelenbeben                               | –                         |
| 29. April 2016 – 5. Mai 2016 1 Woche | 1                                         | Nockalm Quintett                                  | Wonach sieht’s denn aus?                  | –                         |
| 6. Mai 2016 – 12. Mai 2016 1 Woche | 1                                         | Christina Stürmer                                 | Seite an Seite                            | –                         |
| 13. Mai 2016 – 19. Mai 2016 1 Woche | 1                                         | Die Seer                                          | 20 Jahre – Nur das Beste!                 | –                         |
| 20. Mai 2016 – 26. Mai 2016 1 Woche (insgesamt 2) | 2                                         | Andrea Berg                                       | Seelenbeben                               | –                         |
| 27. Mai 2016 – 2. Juni 2016 1 Woche | 1                                         | Nazar                                             | Irreversibel                              | –                         |
| 3. Juni 2016 – 9. Juni 2016 1 Woche | 1                                         | Bob Dylan                                         | Fallen Angels                             | –                         |
| 10. Juni 2016 – 16. Juni 2016 1 Woche | 1                                         | Farid Bang                                        | Blut                                      | –                         |
| 17. Juni 2016 – 30. Juni 2016 2 Wochen (insgesamt 3) | 3                                         | Volbeat                                           | Seal the Deal & Let’s Boogie              | –                         |
| 1. Juli 2016 – 7. Juli 2016 1 Woche | 1                                         | Red Hot Chili Peppers                             | The Getaway                               | –                         |
| 8. Juli 2016 – 14. Juli 2016 1 Woche (insgesamt 3) | 3                                         | Volbeat                                           | Seal the Deal & Let’s Boogie              | –                         |
| 15. Juli 2016 – 21. Juli 2016 1 Woche | 1                                         | Calimeros                                         | Schiff ahoi                               | –                         |
| 22. Juli 2016 – 4. August 2016 2 Wochen | 2                                         | Nik P.                                            | Da oben #16                               | –                         |
| 5. August 2016 – 11. August 2016 1 Woche (insgesamt 2) | 2                                         | Die Amigos                                        | Wie ein Feuerwerk                         | –                         |
| 12. August 2016 – 18. August 2016 1 Woche | 1                                         | Billy Talent                                      | Afraid of Heights                         | –                         |
| 19. August 2016 – 25. August 2016 1 Woche (insgesamt 2) | 2                                         | Die Amigos                                        | Wie ein Feuerwerk                         | –                         |
| 26. August 2016 – 1. September 2016 1 Woche | 1                                         | Coup                                              | Der Holland Job                           | –                         |
| 2. September 2016 – 8. September 2016 1 Woche | 1                                         | Die Lochis                                        | #Zwilling                                 | –                         |
| 9. September 2016 – 15. September 2016 1 Woche | 1                                         | Beginner                                          | Advanced Chemistry                        | –                         |
| 16. September 2016 – 22. September 2016 1 Woche | 1                                         | Fler                                              | Vibe                                      | –                         |
| 23. September 2016 – 29. September 2016 1 Woche | 1                                         | Dame                                              | Straßenmusikant                           | –                         |
| 30. September 2016 – 6. Oktober 2016 1 Woche | 1                                         | Kastelruther Spatzen                              | Die Sonne scheint für alle                | –                         |
| 7. Oktober 2016 – 13. Oktober 2016 1 Woche | 1                                         | Shawn Mendes                                      | Illuminate                                | –                         |
| 14. Oktober 2016 – 20. Oktober 2016 1 Woche | 1                                         | Voodoo Jürgens                                    | Ansa Woar                                 | –                         |
| 21. Oktober 2016 – 27. Oktober 2016 1 Woche | 1                                         | Rainhard Fendrich                                 | Schwarzoderweiß                           | –                         |
| 28. Oktober 2016 – 3. November 2016 1 Woche | 1                                         | Kings of Leon                                     | Walls                                     | –                         |
| 4. November 2016 – 10. November 2016 1 Woche | 1                                         | Leonard Cohen                                     | You Want It Darker                        | –                         |
| 11. November 2016 – 17. November 2016 1 Woche | 1                                         | Böhse Onkelz                                      | Memento                                   | –                         |
| 18. November 2016 – 24. November 2016 1 Woche | 1                                         | Bon Jovi                                          | This House Is Not for Sale                | –                         |
| 25. November 2016 – 1. Dezember 2016 1 Woche | 1                                         | Shindy                                            | Dreams                                    | –                         |
| 2. Dezember 2016 – 8. Dezember 2016 1 Woche | 1                                         | Metallica                                         | Hardwired…to Self-Destruct                | –                         |
| 9. Dezember 2016 – 15. Dezember 2016 1 Woche (insgesamt 2) | 2                                         | Andreas Gabalier                                  | MTV Unplugged                             | –                         |
| 16. Dezember 2016 – 22. Dezember 2016 1 Woche | 1                                         | The Rolling Stones                                | Blue & Lonesome                           | –                         |
| 23. Dezember 2016 – 29. Dezember 2016 1 Woche | 1                                         | Kollegah                                          | Imperator                                 | –                         |

## Jahreshitparaden
| ← 2015 ← | Liste der Nummer-eins-Hits in Österreich | Liste der Nummer-eins-Hits in Österreich                    | Liste der Nummer-eins-Hits in Österreich | 2017 →   |
| \| Singles \| Position# \| Alben \| \| -------------------------------------------------------------------------------------------------------------------------------------------------------------------------- \| --------- \| ----------------------------------------------------------- \| \| Faded Alan Walker , Jesper Borgen, Anders Frøen, Gunnar Greve Pettersen \| 1 \| Ham kummst Seiler und Speer \| \| Cheap Thrills Sia feat. Sean Paul Sia Furler, Greg Kurstin, Sean Paul Henriques \| 2 \| Seelenbeben Andrea Berg \| \| The Sound of Silence Disturbed Paul Simon \| 3 \| Seal the Deal & Let’s Boogie Volbeat \| \| Die immer lacht Stereoact feat. Kerstin Ott , Rico Einenkel, Sebastian Seidel \| 4 \| Neujahrskonzert 2016 Wiener Philharmoniker / Mariss Jansons \| \| Stressed Out Twenty One Pilots Tyler Joseph \| 5 \| Weihnachten Helene Fischer \| \| Don’t Be So Shy (Filatov & Karas Remix) Imany Nadia Mladjao, Stéfane Goldman \| 6 \| Blackstar David Bowie \| \| Don’t Let Me Down The Chainsmokers feat. Daya Andrew Taggart, Emily Warren, Scott Harris \| 7 \| You Want It Darker Leonard Cohen \| \| Can’t Stop the Feeling! Justin Timberlake , Max Martin, Karl Johan Schuster \| 8 \| 20 Jahre – Nur das Beste! Die Seer \| \| This Girl Kungs vs. Cookin’ on 3 Burners Lance Ferguson, Ivan Khatchoyan, Jake Mason \| 9 \| Hardwired…to Self-Destruct Metallica \| \| One Dance Drake feat. WizKid & Kyla Aubrey Drake Graham, Paul Jefferies, Noah Shebib, Logan Sama, Ayodeji Ibrahim Balogun, Themba Sekowe, Kyla Reid, Errol Reid, Luke Reid \| 10 \| MTV Unplugged Andreas Gabalier \| |                                          |                                                             |                                          |          |
| ← 2015 |                                          |                                                             |                                          | → 2017 → |
| Singles | Position#                                | Alben                                                       |                                          |          |
| Faded Alan Walker , Jesper Borgen, Anders Frøen, Gunnar Greve Pettersen | 1                                        | Ham kummst Seiler und Speer                                 |                                          |          |
| Cheap Thrills Sia feat. Sean Paul Sia Furler, Greg Kurstin, Sean Paul Henriques | 2                                        | Seelenbeben Andrea Berg                                     |                                          |          |
| The Sound of Silence Disturbed Paul Simon | 3                                        | Seal the Deal & Let’s Boogie Volbeat                        |                                          |          |
| Die immer lacht Stereoact feat. Kerstin Ott , Rico Einenkel, Sebastian Seidel | 4                                        | Neujahrskonzert 2016 Wiener Philharmoniker / Mariss Jansons |                                          |          |
| Stressed Out Twenty One Pilots Tyler Joseph | 5                                        | Weihnachten Helene Fischer                                  |                                          |          |
| Don’t Be So Shy (Filatov & Karas Remix) Imany Nadia Mladjao, Stéfane Goldman | 6                                        | Blackstar David Bowie                                       |                                          |          |
| Don’t Let Me Down The Chainsmokers feat. Daya Andrew Taggart, Emily Warren, Scott Harris | 7                                        | You Want It Darker Leonard Cohen                            |                                          |          |
| Can’t Stop the Feeling! Justin Timberlake , Max Martin, Karl Johan Schuster | 8                                        | 20 Jahre – Nur das Beste! Die Seer                          |                                          |          |
| This Girl Kungs vs. Cookin’ on 3 Burners Lance Ferguson, Ivan Khatchoyan, Jake Mason | 9                                        | Hardwired…to Self-Destruct Metallica                        |                                          |          |
| One Dance Drake feat. WizKid & Kyla Aubrey Drake Graham, Paul Jefferies, Noah Shebib, Logan Sama, Ayodeji Ibrahim Balogun, Themba Sekowe, Kyla Reid, Errol Reid, Luke Reid | 10                                       | MTV Unplugged Andreas Gabalier                              |                                          |          |